# (22049) 1999 XW257
(22049) 1999 XW257 est un astéroïde troyen jovien.

## Description
(22049) 1999 XW257 est un astéroïde troyen jovien, camp grec, c'est-à-dire situé au point de Lagrange L4 du système Soleil-Jupiter. Il présente une orbite caractérisée par un demi-grand axe de 5.272 UA, une excentricité de 0.053 et une inclinaison de 2.6° par rapport à l'écliptique.

## Compléments